# Saint-Merd-les-Oussines
 Saint-Merd-les-Oussines  là một xã thuộc tỉnh Corrèze trong vùng Nouvelle-Aquitaine miền trung Pháp.